# Karel Smrž
Karel Smrž (19. duben 1897 Sobotka – 20. září 1953 Praha) byl filmový historik a kritik, scenárista, kameraman, dramaturg, publicista a docent Filmové fakulty Akademie múzických umění v Praze.

## Biografie
Narodil se 19. dubna 1897 v Sobotce v okrese Jičín v Královéhradeckém kraji do učitelské rodiny. V roce 1908 začal studovat na jičínské vyšší reálce, po přestěhování rodiny do Prahy, dokončil školu na vyšší reálce na Malé Straně, kde v roce 1915 odmaturoval. Už od mládí se jeho zájem soustřeďoval na právě se rodící kinematografii, zejména o její technickou stránku a historii. Již jako student vyšší reálky si vyrobil svou první primitivní přijímací kameru. Na svá první setkání s "živými fotografiemi" po letech vzpomínal takto:
Myslím, že mi nebylo ani sedm let, když jsem viděl poprvé "živé fotografie", předváděné v kterémsi sále v Hradci Králové asi roku 1904, ale jeden film mi dodnes utkvěl v paměti. Fotograf - podle všech předpisů v širokém klobouku a s mefistofelsky přistřiženou bradkou - si postaví svůj těžký přístroj proti vjezdu do tunelu, přehodí si přes hlavu černou roušku a chystá se zachytit tuto scenerii právě ve chvíli, když proti němu vyjede z tunelu vlak. Nemá už čas uskočit, takže je smeten pod lokomotivu. Ale vlak přejede a vyděšený fotograf vstává neporušený a mnoha gesty hořekuje nad svým přístrojem, z něhož zbyly jen polámané nohy stativu, natržený měch a několik prkének. V primě, kterou jsme až do pololetí absolvoval na jičínské reálce, mi přinesl zájem o ožívající obrázek další nepříjemnost, když jsme si zhotovil tzv. kapesní kinematograf, zvěčňující kresbou v pohybu našeho profesora náboženství. Drobná knížka byla při svém kolování třídou zachycena a přiložena jako doličný předmět k zápisu do třídní knihy, slibujícímu známku z mravů nikoli velmi dobrou.

Tento zájem byl určující i pro jeho další studium. Po maturitě se zapsal na strojní a elektrotechnické inženýrství na Českém vysokém učení technickém v Praze (ČVUT), kterou absolvoval v roce 1926. Během studia byl zaměstnán jako asistent fyzikálního ústavu ČVUT, stal se tajemníkem Československé společnosti pro vědeckou kinematografii a začal publikovat své první práce věnující se technickým a historickým otázkám filmu. První knihou byla v roce 1922 vydaná Vývoj a význam kinematografie a filmu, v roce 1924 vychází první větší česká publikace o filmu s názvem Film: podstata, historický vývoj, technika, možnosti a cíle kinematografu. Během studií rovněž zkonstruoval svou první amatérskou kameru na normální film, kterou nazval Kinetom, a se kterou natočil svůj první krátký dokumentární film Madame Curie v Praze (1925). Několik let pracoval společně s odborníky na dlouhém populárně vědeckém filmu Radium, tajemství života a stvoření, který byl dokončen v roce 1930. V roce 1926 spoluzakládá měsíčník Kinematografie, který vydává Československá společnost pro vědeckou kinematografii. Byl to jeden z prvních českých periodik věnujících se filmové technice. V následujících letech působí jako redaktor a přispěvatel do dlouhé řady časopisů zabývajících se filmem (např. Rozpravy Aventina, Kino, Studio, Svět ve filmu a v obrazech, Panorama, Kinorevue, Amatérská kinematografie, Domov a svět, Český svět, Filmové noviny, Filmový kurýr, Filmová práce, Objektiv, Pathé-revue, Československý kinoamatér, Triumf techniky aj.).
Vedle své publikační činnosti se věnoval rovněž psaní scénářů. Napsal scénáře k němým filmům Adjunkt Vrba (1929) a Starý hřích (1929), k filmovému seriálu o kocouru Felixovi píše veršované titulky a text napsal rovněž pro jedny z prvních českých animovaných filmů Bimbovo smutné dobrodružství (1930) a Tommy a mořská panna (1930) režiséra Karla Dodala. Na konci 20. let byl zaměstnán jako redaktor, střihač a dramaturg filmového týdeníku Elekta Journal (1928 – 1930). S příchodem zvukového filmu se uplatnil také jako technik, podílel se na montáži zvukových aparatur v pražských kinech Olympic, Konvikt a Belveder a spolupracoval na natáčení a sestřihu film Pudr a benzin.
V letech 1945 až 1951 vedl Ústřední dramaturgii zestátněného filmu, posléze jako vedoucí lektorátu Československého státního filmu. Od roku 1946 (tedy od samotného vzniku) přednášel na Filmové fakultě Akademie múzických umění, kde byl v roce 1951 jmenován docentem dějin filmu. Od roku 1951 se věnuje především své pedagogické a vědecké činnosti, mimo jiné připravoval vydání nových třídílných dějin filmu. Jeho zdravotní stav mu však nedovolil toto dílo dokončit. Nevyléčitelné krevní chorobě podlehl ve věku 56 let dne 20. září 1953.

## Tvorba

### Publikace (výběr)
- SMRŽ, Karel. Vývoj a význam kinematografie a filmu. 1. vyd. Praha: Prometheus, 1922. 32 s.
- SMRŽ, Karel. Film: podstata, historický vývoj, technika, možnosti a cíle kinematografu. 1. vyd. Praha: Prometheus, 1924. 354 s.
- SMRŽ, Karel. Filmové zázraky. 1. vyd. Praha: Šolc a Šimáček, 1927. 79 s.
- SMRŽ, Karel. Jak se vlastně dělá film?. 1. vyd. Praha: Šolc a Šimáček, 1928. 128 s.
- SMRŽ, Karel. Film v rukou amatéra. 1. vyd. Praha: Šolc a Šimáček, 1928. 207 s.
- SMRŽ, Karel. Nesmrtelné celuloidové mládí. 1. vyd. Praha: Šolc a Šimáček, 1931. 142 s.
- SMRŽ, Karel. Stroj, který probouzí život. 1. vyd. Praha: Šolc a Šimáček, 1931. 302 s.
- SMRŽ, Karel. Dějiny filmu. 1. vyd. Praha: Družstevní práce, 1933. 781 s.
- SMRŽ, Karel. Jak se kdysi dělal film. 1. vyd. Praha: Československé filmové nakladatelství, 1947. 179 s.
- SMRŽ, Karel. Muž s kamerou. 1. vyd. Praha: Československé filmové nakladatelství, 1948. 313 s.
- SMRŽ, Karel. Amatér točí hraný film. 1. vyd. Praha: Československé filmové nakladatelství, 1948. 201 s.
- SMRŽ, Karel; HEJMAN, Jan. Film včera a dnes. Praha: Naše vojsko, 1956. 174 s.

### Filmová tvorba
Hrané filmy
- 1926 – Román hloupého Honzy (kameraman)
- 1926 – Řina (hraje, role šafáře u Sezimů)
- 1929 – Starý hřích (scénář)
- 1929 – Adjunkt Vrba (scénář)
- 1931 – Pudr a benzin (zvuk)
- 1939 – Tulák Macoun (scénář)
- 1947 – Tři kamarádi (námět)
- 1948 – Dvaasedmdesátka (scénář)

Animované
- 1930 – Bimbovo smutné dobrodružství (scénář, autor komentáře, verše)
- 1930 – Tommy a mořská panna (autor komentáře)

Dokumentární
- 1925 – Madame Curie v Praze (režie, kameraman)
- 1925 – Jeho Veličenstvo: Monolith II. (režie, kameraman)
- 1926 – VIII. Slet všesokolský 1926 (kameraman)
- 1926 – Jak vzniká film (režie)
- 1930 – Radium, tajemství života a stvoření (režie, kameraman)
- 1932 – IX. slet všesokolský v Praze (režie)